# Lichenophanes percristatus
Lichenophanes percristatus is een keversoort uit de familie boorkevers (Bostrichidae). De wetenschappelijke naam van de soort is voor het eerst geldig gepubliceerd in 1924 door Lesne.